# Ituero de Azaba
Ituero de Azaba és un municipi de la província de Salamanca ubicat a la comunitat autònoma de Castella i Lleó. Limita al Nord amb Campillo de Azaba, a l'Est amb El Bodón, al Sud amb Fuenteguinaldo i Puebla de Azaba i a l'Oest amb Espeja.

## Demografia
| 1991 | 1996 | 2001 | 2004 |
| ---- | ---- | ---- | ---- |
| 351  | 312  | 271  | 276  |